# 睢阳区
睢阳区是中华人民共和国河南省商丘市的一个市辖区。面积913平方公里，总人口約92万人。国家历史文化名城商丘市的主体位于该区。区政府驻雪苑路1號。

## 历史
约公元前11世纪，周成王三年，周公平定武庚叛乱后，成王封殷商后裔微子启于商丘，称宋国。西汉高祖五年（前202）改为梁国，属豫州。
隋开皇初梁郡废，开皇十六年（596年）置宋州，大业三年（607年）复置梁郡，以睢阳县改名宋城县。五代后唐同光元年（923年），宣武军更名歸德軍節度使。北宋景德三年（1006年），宋州为应天府，属京东西路，大中祥符七年（1014年）诏升为南京。
金太宗天会八年（1130年）更名为归德府，属南京路。明朝洪武元年（1368年），降归德府为归德州，属开封府。嘉靖二十四年（1545年）升州为府，仍为归德府，置商邱縣。民国2年（1913年）裁归德府，商邱縣直属河南省，划归豫东道。
1997年6月1日，中国国务院批准设立梁园区和雎阳区，雎阳区辖原商丘县的城关、郭村、李口、宋集4个镇和城北、路河、王坟、勒马、阎集、娄店、冯桥、高辛、坞墙、临马店、毛锢堆、包公庙12个乡。区人民政府驻城关镇。

## 人口
根據第七次人口普查數據，截至2020年11月1日零時，睢陽區常住人口為912971人。

## 区划
目前下辖：
古城街道、文化街道、东方街道、新城街道、宋城街道、古宋街道、宋集镇、郭村镇、李口镇、高辛镇、坞墙镇、冯桥镇、路河镇、闫集镇、毛堌堆镇、包公庙乡、娄店乡、勒马乡和临河店乡。
所属乡镇原隶属于原商丘县。

## 交通
- 105国道过境。

## 文化
- 唐代死守雎陽縣令張巡暨太守許遠之墓
- 应天府书院
- 土特产有郭村烧鸡、大有丰酱菜等。